# Моріс Лангаскенс

 Моріс Ланґаскенс (фр. Maurice Langaskens; 21 січня 1884, Гент — 23 грудня 1946, Схарбек) — бельгійський художник, переважно графік. Творив у стилі Арт-Нуво.

## Життєпис
Народився в місті Гент. Вивчав мистецтво нідерландських художників-попередників доби відродження та раннього бароко. Узяв від них віртуозний малюнок та зацікавленість у колоризмі.

## Художня освіта і перші твори
Художню освіту здобув у художній академії в місті Брюссель (його вчитель художник С. Montald). Навчання продовжив в школі декоративного мистецтва в Парижі. За проханням Костянтина Монталя 1913 року виконав декоративні стінописи в павільйоні художньої виставки в місті Гент.
Як художник — декоратор отримав премію Брабанта за 1910 рік.

## Полон і повоєнний період
Брав участь у військових операціях Першої світової війни. З початком першої світової війни був мобілізований. Але 9 серпня 1914 року був захоплений у полон і вивезений у табір військовополонених у Німеччину. Перебування у полоні в Німеччині розтяглося на три з половиною роки. За цей час він був в ув'язнені у трьох різних таборах полонених. Аби не божеволіти і не втрачати надію на визволення почав малювати портрети військовополонених та сценки їх життя в таборах. Згодом була створена сумна серія малюнків та гуашей. В геттингенському таборі військовополонених у 1916 році він показав одинадцять малюнків і ще вісімдесят два у 1918 р. після визволення. (Перебував у полоні в період 1915-1917 рр).
Випробування військовополоненого справило пригнічуюче враження на свідомість художника. Він відкрив для себе трагічні сторінки життя, незважаючи на власну молодість. В творах митця у повоєнний період відбились драматичні чи трагедійні ноти. Його художня манера почала нести риси експресіонізму. Драматичні риси він почав вбачати навіть в простому побуті працівників, в їх виснажливій праці, що межувала з виживанням.
У повоєнний період виконав стінописи в театрі міста Левен.
Багато працював як малювальник і графік, ілюстратор. Використовував виразні можливості силуетів, тонких колористичних гам, виразні можливості графіки і її умовності як такої.
Помер 1946 року.

## Обрані твори (перелік)
- «Оголена з арфою»
- «Майстер сабо»
- «Порт»
- «Сіяч»

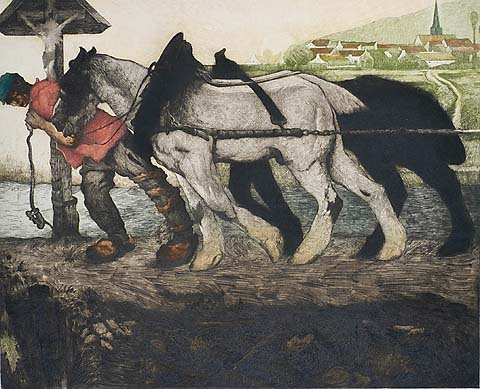
Моріс Лангаскенс. «Розп'яті» («Кальварія»), бл. 1920 р., офорт, акварель

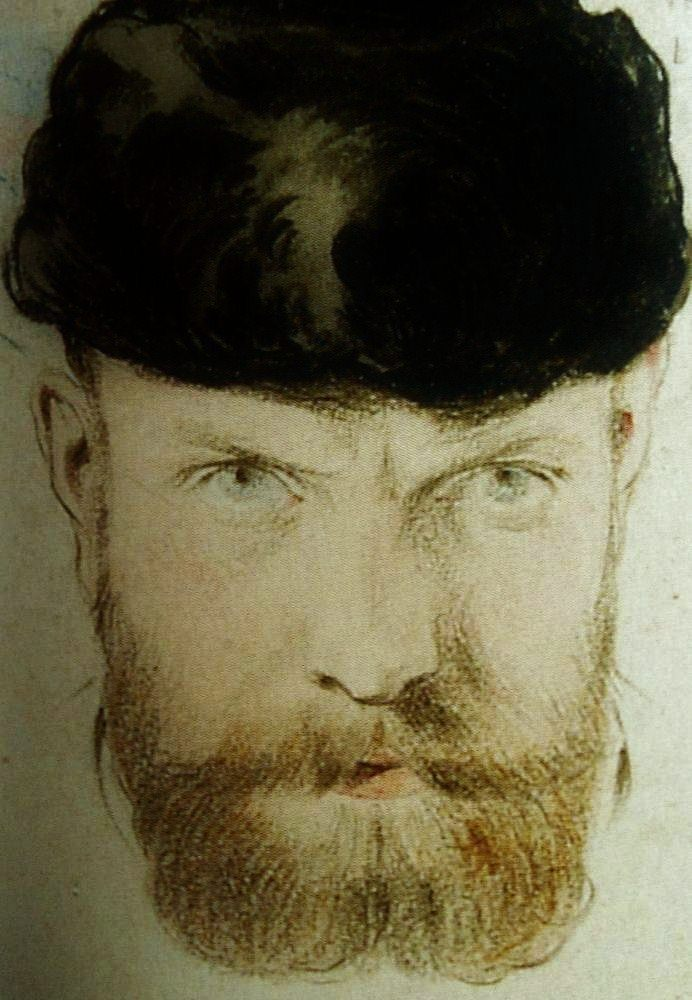
Моріс Лангаскенс. «Автопортрет», акварель, 1915 р.

Каталог виставки Оригінальна гравюра Бельгії, 1937 р., в котрій брав участь Моріс Лангаскенс

- Декор, ратуша міста Ло біля Льєжа[3], 1912 р.
- Декор, чоловіча гімназія, Брюссель[3], 1914 р.
- «Автопортрет»[4], 1915 р.
- «Портрет Лотьє ван Шаарбека в червоному светрі»[4], 1915 р.
- «Столяр»
- «Дорожні робочі»
- «Сліпий»[3]. бл. 1920 р.
- «Мадонна з немовлям і два янголи»
- " Розп'яті " («Кальварія»)
- «Розп'яття»
- «Інтер'єр церкви»
- «Гранд дама»
- «Веселка»
- «Віртуоз-садівник»
- «Садівник», різні варіанти
- «Ностальгія», офорт
- «Поховальна церемонія», офорт
- «Покойся з миром» («Поховання солдата»), гравюра, 1920 р.
- «Пробач» (Le Pardon), гобелен. 1925 р.
- «Читання вночі», гравюра
- «Стрілець», гравюра
- «Акардеоніст»
- «Антиквар» (або «Нумізмат»)
- «Трубадур»
- «Географ», офорт, ручне розфарбування
- «Каліграф», офорт, ручне розфарбування
- «Подвір'я ферми навесні», кольорова гравюра
- Ілюстрації до книги Шарля де Костера «Тіль Уленшпігель» (18 гравюр), 1925 р.

## Обрані твори (галерея)

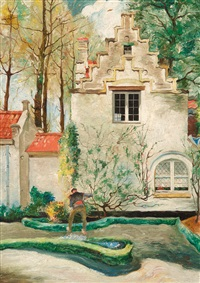
Моріс Лангаскенс. «Садівник»
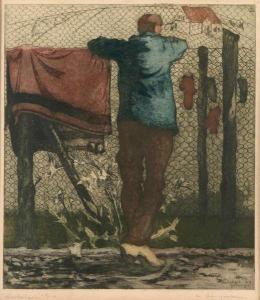
Моріс Лангаскенс. «Ностальгія»
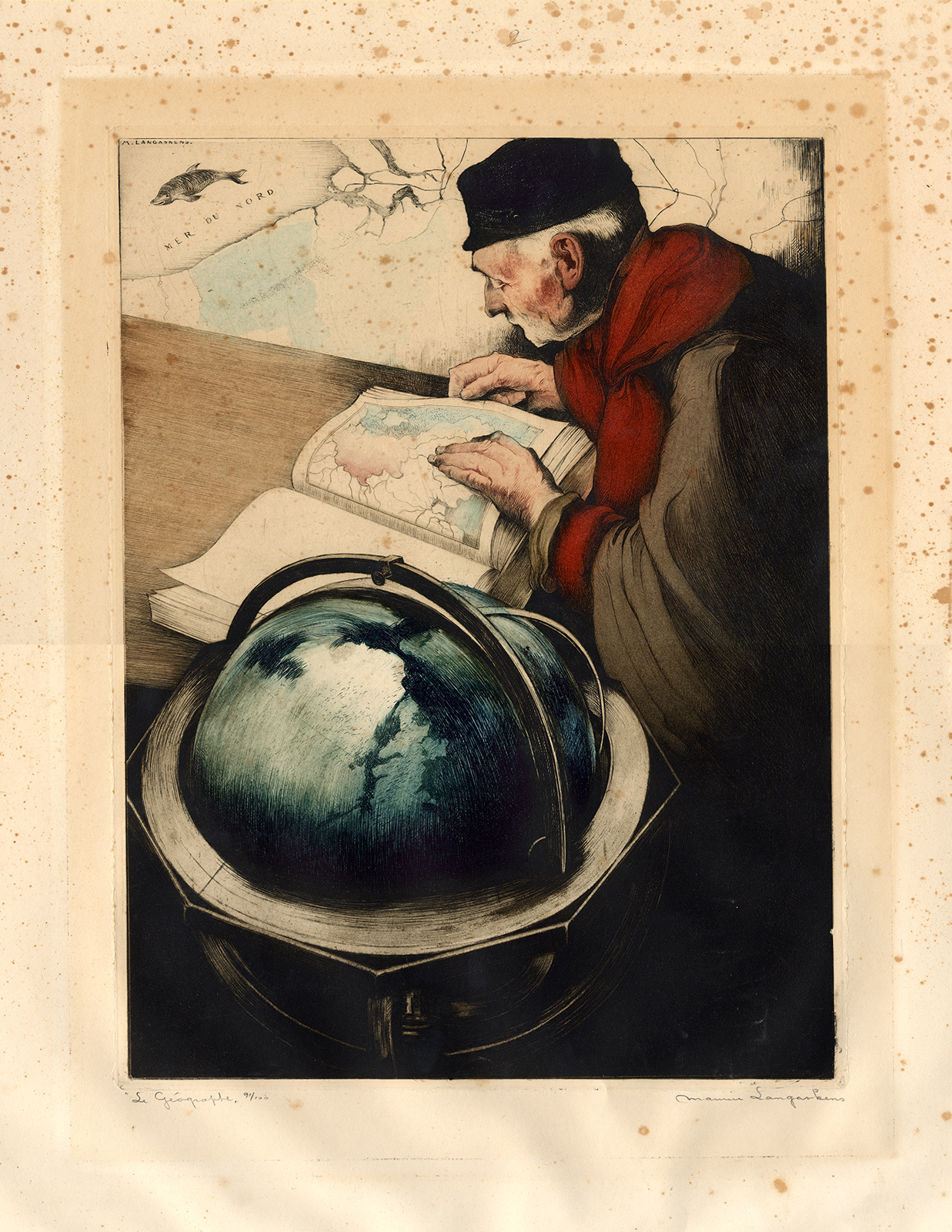
Моріс Лангаскенс. «Географ», кольоровий офорт. 1930 р.
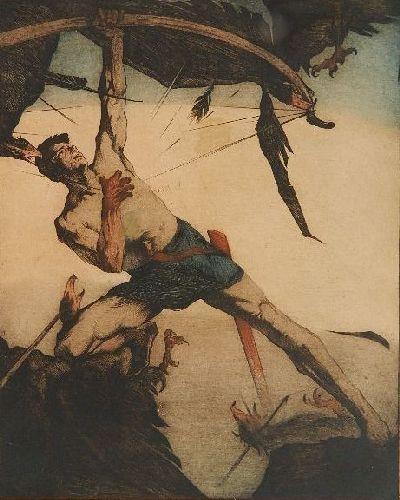
Моріс Лангаскенс. «Стрілець», суха голка, розфарбування, бл. 1930 р.
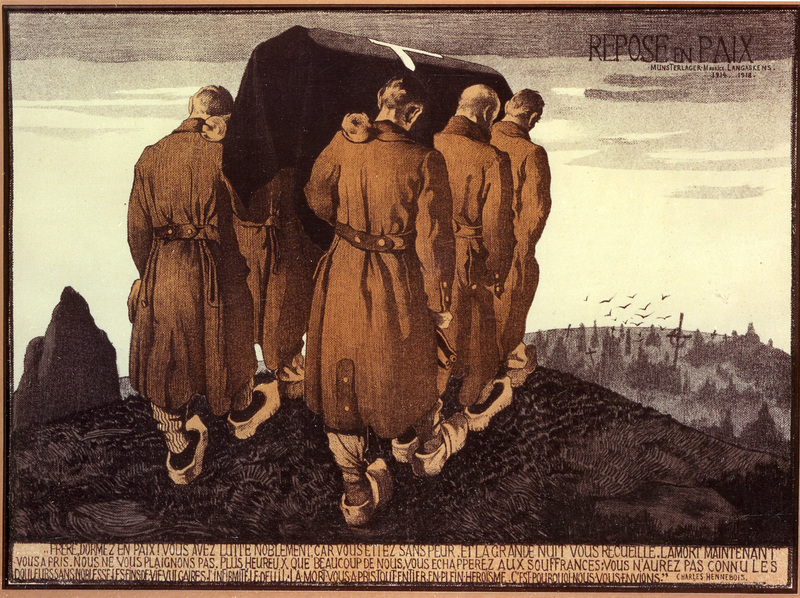
Моріс Лангаскенс. Поховальна церемонія або «Покойся з миром», офорт 1918 р.